# أناتولي بيكوف
أناتولي بيكوف (بالروسية: Быков, Анатолий Петрович)‏ هو سياسي روسي، ولد في 17 يناير 1960 في كراسنويارسك كراي في روسيا. حزبياً، نشط في وطنيو روسيا.

## وصلات خارجية
- الموقع الرسمي